# Vicente Valencia
Isidro Vicente Valencia (Tlalpujahua, 1776 - Chihuahua, 27 de junio de 1811) fue un ingeniero en minas novhohispano que se unió al bando insurgente durante la guerra de la independencia de México.

## Semblanza biográfica
Sus padres fueron Bonifacio Valencia y María Encarnación Villamar, familia de mineros de Tlalpujahua. Ingresó al Colegio de Minería de la Ciudad de México en 1793, fue compañero de Casimiro Chovell y José Mariano Jiménez. En 1798, después de haber presentado sus exámenes en Metalurgia, viajó a Zacatecas para realizar sus prácticas profesionales. Realizó la memoria del mineral de San José del Yermo por petición del Tribunal de Minería, así como la descripción geognóstica de la mina de Zacatecas. El 25 de enero de 1801 obtuvo su título profesional.
Cuando estalló la revolución mediante el grito de Dolores en septiembre de 1810, decidió mantenerse al margen. En enero de 1811 los insurgentes fueron derrotados en la batalla de Puente de Calderón, ante este resultado los principales jefes, Ignacio Allende, Miguel Hidalgo y Costilla y Juan Aldama emprendieron una expedición con rumbo a San Antonio Béjar, al llegar a Zacatecas, Vicente Valencia fue convencido por su excompañero Mariano Jiménez para unirse a los caudillos como jefe de ingenieros.  
Un mes más tarde, debido a la traición de Ignacio Elizondo, la caravana fue capturada en Acatita de Baján. Valencia fue trasladado a Chihuahua, en donde el juez Ruiz de Bustamante lo sentenció a muerte a pesar de que nunca tomó parte de batalla alguna o acto bélico en contra de la Corona. Fue fusilado el 27 de junio en compañía de José María Chico, José Ignacio Solís y Onofre Gómez Portugal.
En su honor, el profesor Andrés Manuel del Río bautizó al mineral formado por manganato doble de cobre y zinc con cloro con el nombre de valencia o valencita (conocido también con el nombre de adularia), refiriendo que este descubrimiento había sido reportado por Valencia poco antes de unirse a la causa insurgente. En 1848 el doctor Del Río publicó en su Suplementeo de adiciones y correcciones de mi Mineralogía impresa en Filadelfia en 1832 que este descubrimiento ayudó a disminuir el consumido “en un tiempo en que la Química no pudo prestarle los auxilios que el día de hoy, y así fue más doble su mérito”.